# سویمنقول (شهرستان علم‌الدین)
سویمنقول (قرقیزی: Чоң-Таш) یک منطقه مسکونی در شهرستان علم‌الدین در شهرستان چوی در کشور قرقیزستان است.